# Vörösvállú réce

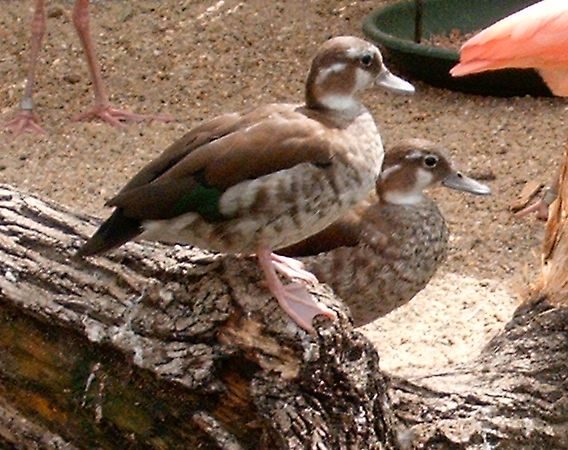
A Budapesti Állatkertben élő tojók

A vörösvállú réce, másképpen pantanáli vagy pantanali réce (Callonetta leucophrys) a lúdalakúak (Anseriformes) rendjébe, ezen belül a récefélék (Anatidae) családjába, a réceformák (Anatinae) alcsaládjába tartozó Callonetta nem egyetlen faja.

## Elterjedése
Dél-Amerikában, Dél-Brazília, Észak-Argentína, Kelet-Bolívia, Paraguay és Uruguay mocsaras, fás vidékein találkozhatunk vele.

## Megjelenése
A kisebbfajta récék közé tartozik, hossza 35–38 centiméter, tömege 190–360 gramm.
A vörösvállú réce hímje feltűnően tarka színezetű: pofája alapvetően világosbarna, ám feje tetején a csőrétől kezdve fekete sáv fut végig, ami a nyakon kettéválik, ám nem ér körbe. Mellkasán és hasán világos rozsdabarna alapon sötéten pettyezett, oldala világosszürke, háta mélyvörös. Szárnya vége és farka fekete, fehér foltokkal. A tojó sokkal egyhangúbb tollazattal rendelkezik: háta egyszínű barna, amit mellkasán és hasán fehér csíkok szakítanak meg. A fejen a szem körül és az arcrészen is fehér rész látható.
A gácsér csőre szürkéskék fekete heggyel, a tojóé bézs színű. Mindkét nem halvány narancssárgás-rózsaszín úszóhártyás lábbal rendelkezik. A faj tudományos nevének (leucophrys) megfelelően mind a hím, mind a nőstény szárnyán jól látható a fehér folt, ahogy szárnyuk végén a zöldes szárnytükör is.

## Életmódja
Mivel a trópusokon él, állandó madár. Főleg a víz felszínén, vagy annál nem sokkal nagyobb mélységben keresi változatos, növényi részekből, gerinctelenekből és más kis állatokból álló táplálékát. Veszély esetén teljesen le is merülhet, de ritkán úszik egy méternél mélyebbre.
Erős karmai lehetővé teszik számára, hogy a fákon közlekedjen, amire elsősorban fészkelési időben van szüksége.

## Szaporodása
Az udvarlási szertartás keretében a gácsér a kiszemelt tojó felé villogtatja szárnymintázatát. A párok között erős a kötelék, de nem feltétlenül tart örökké kapcsolatuk. A párzás mindig a vízen történik. 
A vörösvállú réce tojója általában faodúba építi pihékkel bélelt fészkét, ahova 6–12 tojást rak. A költés 26–28 napig tart, és a szülők felváltva melengetik a tojásokat.
A jól fejlett, fészekhagyó kicsik hamarosan anyjukat követik a vízig. Ez sok esetben nagy zuhanással jár a fészekodúból a talajig, azonban a fiókák ritkán szereznek komolyabb sérüléseket. Ezután nyomban a vízre szállnak – a vízhatlanná tevő faggyút eleinte anyjukhoz dörgölőzve kenik tollukra – és szüleikkel maradnak egészen 50–55 nap múltán bekövetkező kirepülésükig.

## Védettsége
A vörösvállú réce állományának nagysága nem ismert, de egyes helyeken meglehetősen elterjedt. A faj nem szerepel a CITES függelékeiben, az IUCN Vörös listáján szerepel, de csak mint nem fenyegetett faj.

## Képek

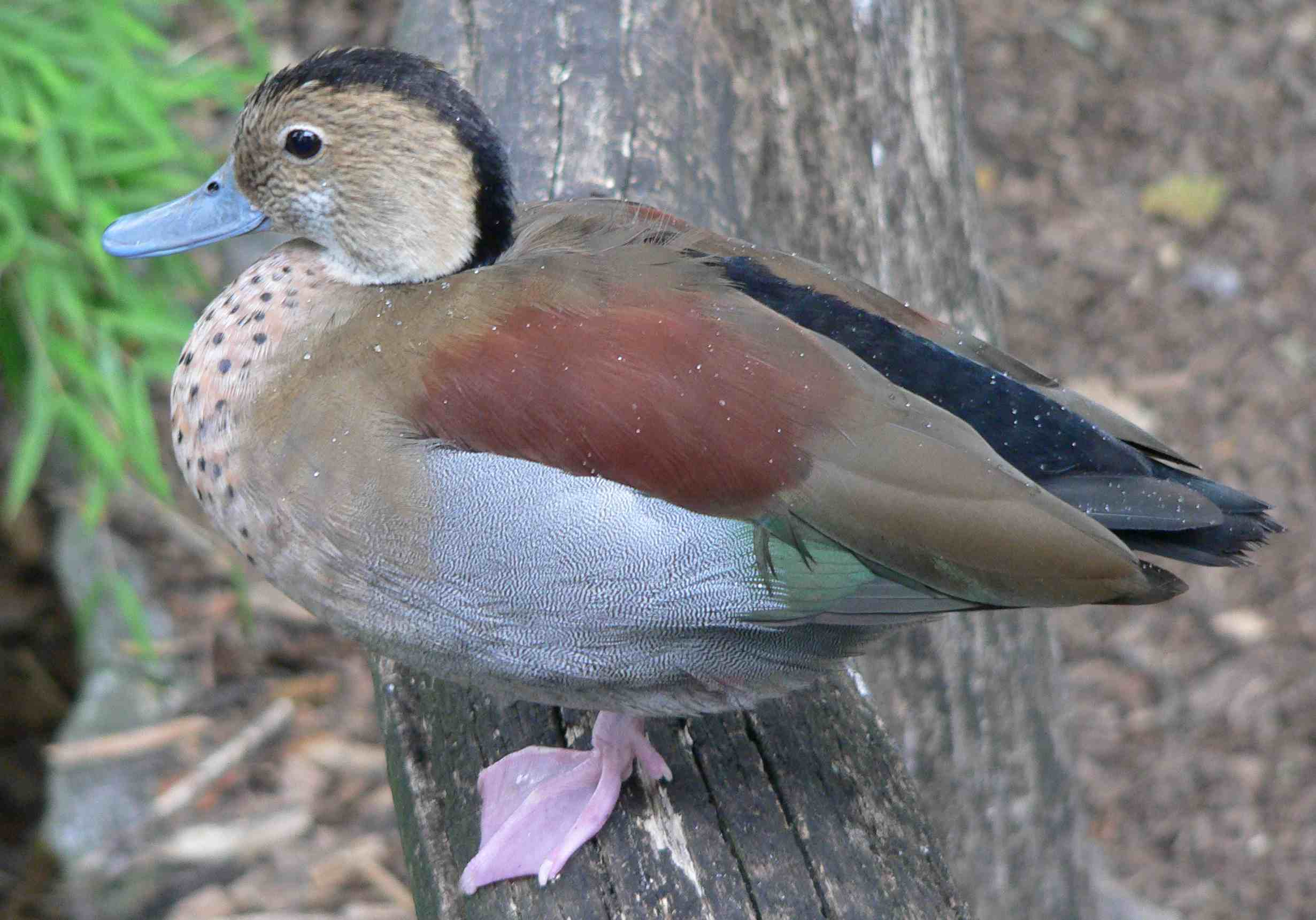
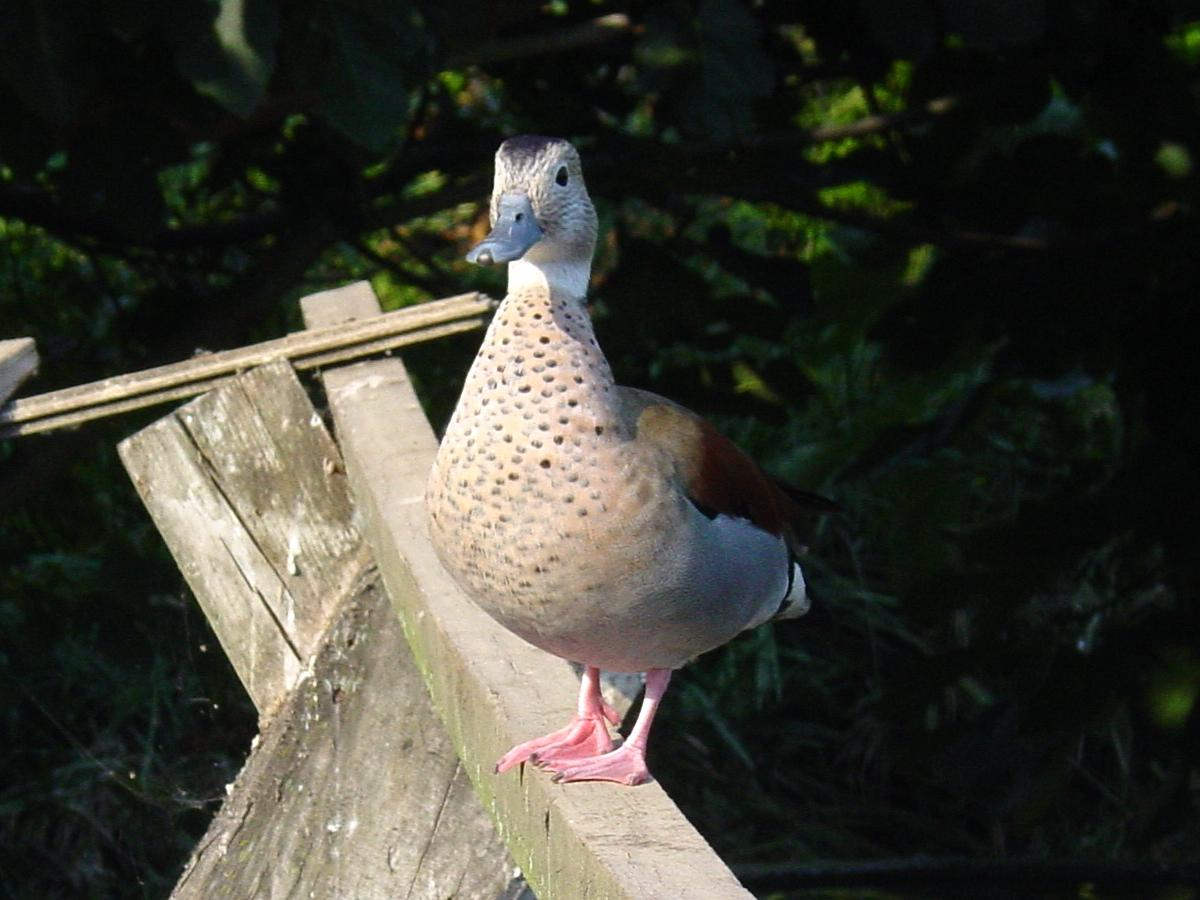
Hím
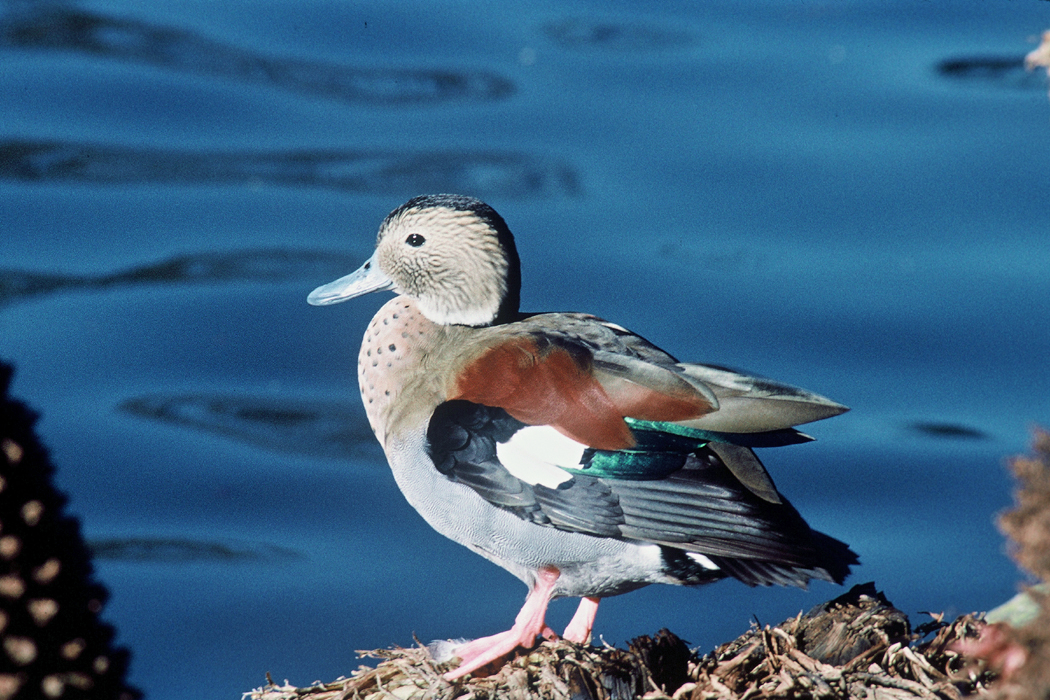
Hím
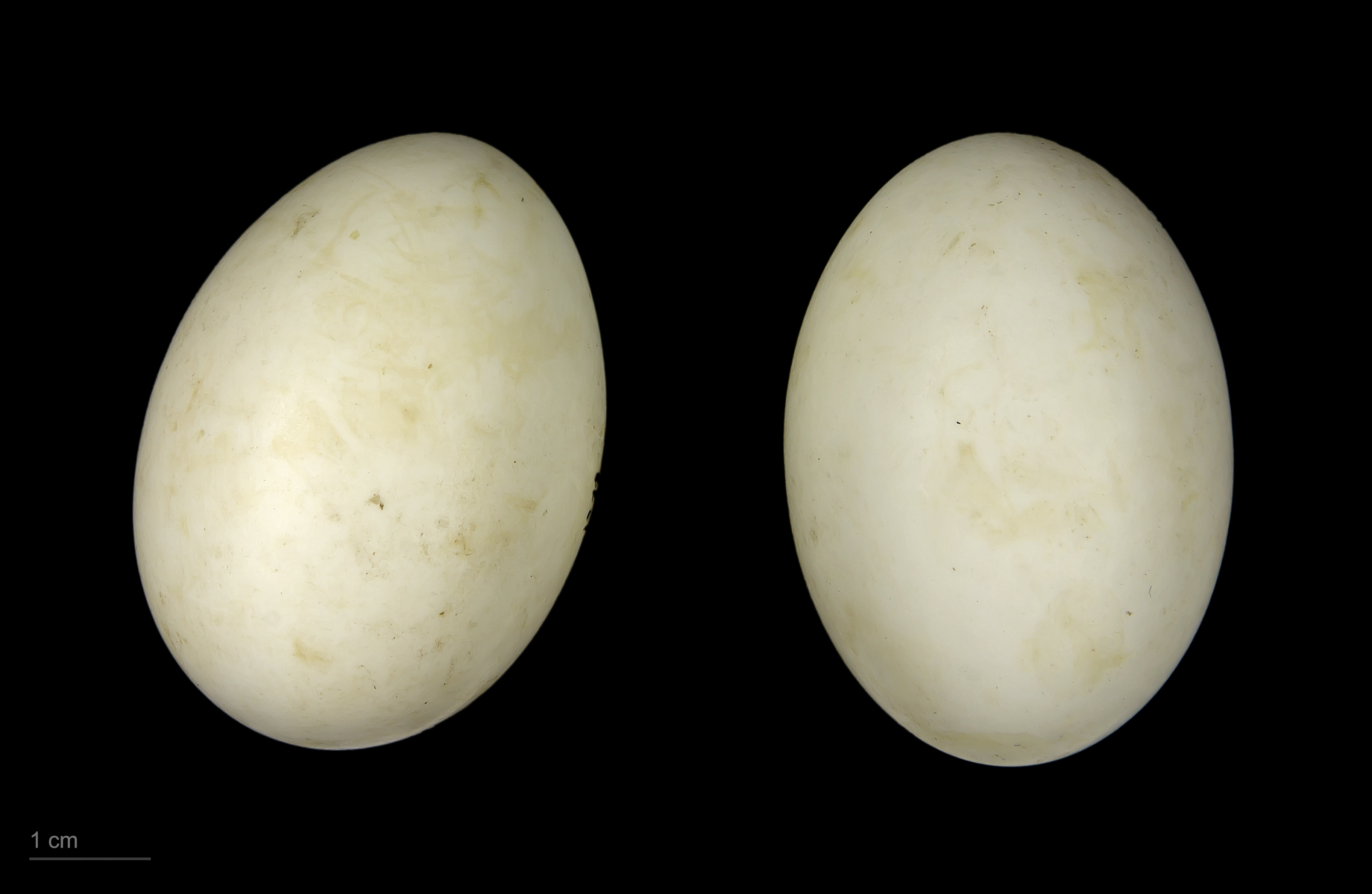
Tojása